# مورتیمر ویلر
مورتیمر ویلر (انگلیسی: Mortimer Wheeler؛ ۱۰ سپتامبر ۱۸۹۰ – ۲۲ ژوئیهٔ ۱۹۷۶) باستان شناس بریتانیایی مورتیمر ویلر (۱۸۹۰-۱۹۷۶) به دلیل کارهای پیشگامانه خود در کاوش های باستان شناسی و تفسیر مشهور است. ویلر در اسکاتلند متولد شد و قبل از شروع کار باستان‌شناس در دانشگاه لندن تحصیل کرد .
برجسته ترین مشارکت ویلر در باستان شناسی شامل کار او در قلعه میدن و ورولامیوم در بریتانیا و همچنین در شهر باستانی موهنجودارو در پاکستان امروزی است.